# Наннини, Алессандро
Алесса́ндро Нанни́ни (итал. Alessandro Nannini, 7 июля 1959, Сиена, Тоскана) — итальянский автогонщик, участник чемпионата мира по автогонкам в классе Формула-1, одержал одну победу. Брат певицы и композитора Джанны Наннини.

## Биография
В 1980 году занимался внедорожными гонками на автомобиле Лянча Стратос, на следующий год дебютировал в кольцевых гонках в Формуле-Италия. С 1982 по 1984 год выступал в Формуле-2, в 1984—1985 годах участвовал в чемпионате мира спортпрототипов, одержал одну победу. В 1986—1987 годах соревновался в чемпионате мира Формулы-1 за рулём автомобиля «Минарди», очков не набрал. В 1988 году перешёл в более сильную команду «Бенеттон», что немедленно сказалось на результатах: в сезоне 1988 года Наннини завоевал два подиума и десятое место по итогам чемпионата, а на следующий год финишировал вторым в Японии, но после дисквалификации победившего Айртона Сенны поднялся на первое место. Всего в 1989 году Наннини четыре раза финишировал на подиуме и занял по итогам чемпионата шестое место. В 1990 году также завоевал несколько призовых мест и занял восьмое место в чемпионате.
Его формульная карьера оборвалась после тяжёлой вертолётной аварии, в которую он попал через неделю после Гран-при Испании 1990 года, находясь в родном городе Сиена. Его правая ладонь была почти оторвана, но врачи сумели восстановить руку Наннини. Последствием аварии стало ограничение подвижности правой руки, с которым уже нельзя было продолжать формульную карьеру.
После восстановления Наннини выступал в 1992 году в итальянском чемпионате кузовных автомобилей, а на следующий год дебютировал в чемпионате DTM. Его лучшим выступлением в гонках серийных автомобилей был сезон чемпионата ITC 1996 года, когда он одержал семь побед в гонках и занял третье место в серии.

## Результаты выступлений в Формуле-1
| Легенда к таблице |                                                                    |
| --- | ------------------------------------------------------------------ |
| В таблице перечислены результаты всех Гран-при Формулы-1, в которых принимал участие гонщик. Строками таблицы являются сезоны, столбцами — этапы чемпионата мира. В каждой клетке указаны сокращённое название этапа и результат, дополнительно обозначенный цветом. Расшифровка обозначений и цветов представлена в нижеследующей таблице. |                                                                    |
| \| Пример \| Описание \| \| ------------ \| ------------------------------------------------------------------ \| \| 1 \| Победитель \| \| 2 \| Второе место \| \| 3 \| Третье место \| \| 5 \| Финишировал, заработав очки \| \| Сход \| Не финишировал, но при этом заработал очки \| \| 12 \| Финишировал, не получив очков \| \| НКЛ \| Финишировал, но не попал в финальную классификацию \| \| 15 \| Участвовал вне зачёта, либо по отдельной классификации \| \| 18 \| Не финишировал, но попал в финальную классификацию \| \| Сход \| Не финишировал \| \| НКВ \| Не прошёл квалификацию \| \| НПКВ \| Не прошёл предквалификацию \| \| ДСК \| Дисквалифицирован \| \| ИСК \| Исключён из протокола соревнований \| \| ТТ \| Заявлен для участия только в тренировках \| \| НС \| Участвовал в квалификации, но не стартовал в гонке \| \| Т \| Травмирован или болен \| \| ОТК \| Отказ от участия \| \| НТР \| Прибыл на соревнования, но на трассу не выезжал \| \| НПР \| Был заявлен в числе участников, но не прибыл к началу соревнований \| \| О \| Соревнования отменены \| \| \| Не участвовал \| \| Поул-позиция \| \| \| Быстрый круг \| \| |                                                                    |
| Пример | Описание                                                           |
| 1 | Победитель                                                         |
| 2 | Второе место                                                       |
| 3 | Третье место                                                       |
| 5 | Финишировал, заработав очки                                        |
| Сход | Не финишировал, но при этом заработал очки                         |
| 12 | Финишировал, не получив очков                                      |
| НКЛ | Финишировал, но не попал в финальную классификацию                 |
| 15 | Участвовал вне зачёта, либо по отдельной классификации             |
| 18 | Не финишировал, но попал в финальную классификацию                 |
| Сход | Не финишировал                                                     |
| НКВ | Не прошёл квалификацию                                             |
| НПКВ | Не прошёл предквалификацию                                         |
| ДСК | Дисквалифицирован                                                  |
| ИСК | Исключён из протокола соревнований                                 |
| ТТ | Заявлен для участия только в тренировках                           |
| НС | Участвовал в квалификации, но не стартовал в гонке                 |
| Т | Травмирован или болен                                              |
| ОТК | Отказ от участия                                                   |
| НТР | Прибыл на соревнования, но на трассу не выезжал                    |
| НПР | Был заявлен в числе участников, но не прибыл к началу соревнований |
| О | Соревнования отменены                                              |
| | Не участвовал                                                      |
| Поул-позиция |                                                                    |
| Быстрый круг |                                                                    |

| Год  | Команда  | Шасси          | Двигатель      | 1        | 2        | 3        | 4        | 5        | 6        | 7        | 8        | 9        | 10       | 11       | 12       | 13       | 14       | 15       | 16       | Место | Очки |
| ---- | -------- | -------------- | -------------- | -------- | -------- | -------- | -------- | -------- | -------- | -------- | -------- | -------- | -------- | -------- | -------- | -------- | -------- | -------- | -------- | ----- | ---- |
| 1986 | Минарди  | Минарди M185B  | Мотори Модерни | БРА Сход | ИСП      | САН Сход | МОН НКВ  | БЕЛ Сход | КАН Сход | ДЕТ Сход | ФРА Сход | ВЕЛ Сход | ГЕР Сход | ВЕН Сход | АВТ Сход | ИТА Сход | ПОР Сход | МЕК 14   | АВС Сход | —     | 0    |
| 1987 | Минарди  | Минарди M187   | Мотори Модерни | БРА Сход | САН Сход | БЕЛ Сход | МОН Сход | ДЕТ Сход | ФРА Сход | ВЕЛ Сход | ГЕР Сход | ВЕН 11   | АВТ Сход | ИТА 16   | ПОР 11   | ИСП Сход | МЕК Сход | ЯПО Сход | АВС Сход | —     | 0    |
| 1988 | Бенеттон | Бенеттон B188  | Cosworth       | БРА Сход | САН 6    | МОН Сход | МЕК 7    | КАН Сход | ДЕТ Сход | ФРА 6    | ВЕЛ 3    | ГЕР 18   | ВЕН Сход | БЕЛ ДСК  | ИТА 9    | ПОР Сход | ИСП 3    | ЯПО 5    | АВС Сход | 10    | 12   |
| 1989 | Бенеттон | Бенеттон B188  | Cosworth       | БРА 6    | САН 3    | МОН 8    | МЕК 4    | США Сход | КАН ДСК  |          |          |          |          |          |          |          |          |          |          | 6     | 32   |
| 1989 | Бенеттон | Бенеттон B189  | Форд           |          |          |          |          |          |          | ФРА Сход | ВЕЛ 3    | ГЕР Сход | ВЕН Сход | БЕЛ 5    | ИТА Сход | ПОР 4    | ИСП Сход | ЯПО 1    | АВС 2    | 6     | 32   |
| 1990 | Бенеттон | Бенеттон B189B | Форд           | США 11   | БРА 10   |          |          |          |          |          |          |          |          |          |          |          |          |          |          | 8     | 21   |
| 1990 | Бенеттон | Бенеттон B190  | Форд           |          |          | САН 3    | МОН Сход | КАН Сход | МЕК 4    | ФРА 16   | ВЕЛ Сход | ГЕР 2    | ВЕН Сход | БЕЛ 4    | ИТА 8    | ПОР 6    | ИСП 3    | ЯПО Т    | АВС Т    | 8     | 21   |